# Phạm Lê Thảo Nguyên

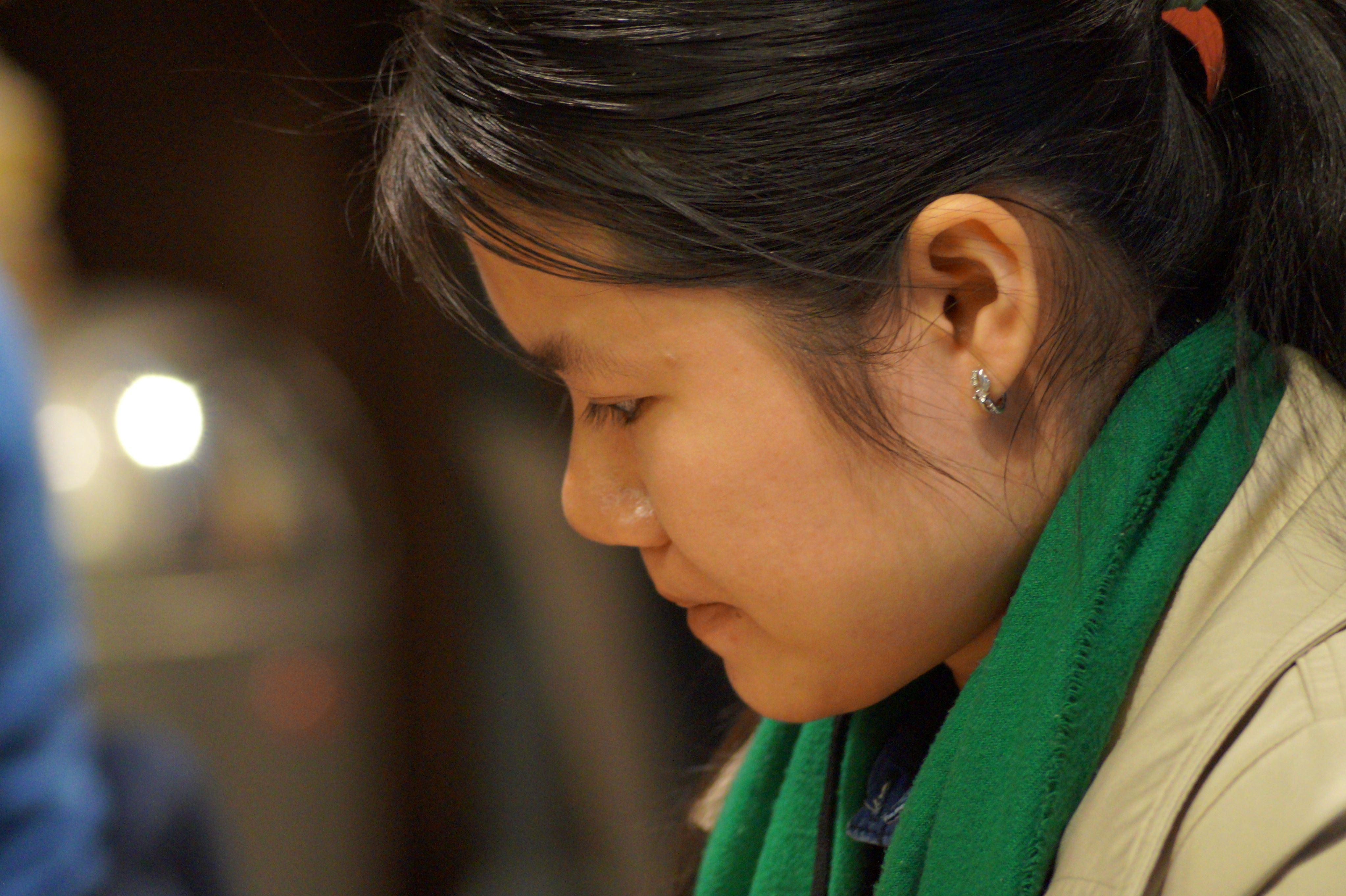
Phạm Lê Thảo Nguyên in 2015

Phạm Lê Thảo Nguyên (7 december 1987) is een Vietnamese schaakster, en een grootmeester bij de vrouwen (WGM). Sinds 2013 is ze ook een Internationaal Meester (IM).
Phạm Lê Thảo Nguyên kwalificeerde zich door het winnen van een zonetoernooi voor het knockout-toernooi om het Wereldkampioenschap schaken voor vrouwen in 2017. In de eerste twee rondes, won ze van de Georgische Lela Dzjavachisjvili en van de Russin Aleksandra Goryachkina, waarna ze in ronde 3 verloor van de Oekraïense Anna Moezytsjoek.
Met het Vietnamese vrouwenteam won ze in 2010 de bronzen medaille in het schaken op de Aziatische Spelen.
Ze was diverse keren lid van het Vietnamese vrouwenteam bij Schaakolympiades: in 2008 (Dresden), 2010 (Chanty-Mansiejsk), 2012 (Istanbul), 2014 (Tromsø), 2016 (Bakoe; het team werd zevende, met Pham spelend aan het eerste bord) en 2018 (Batoemi).
Ook nam ze in 2011 met het Vietnamese vrouwenteam deel aan het Wereldkampioenschap schaken voor landenteams.
Ze is gehuwd met de Vietnamese schaakgrootmeester Nguyễn Ngọc Trường Sơn.

## Externe koppelingen
- (en)   Informatie over schaakpartijen van Phạm Lê Thảo Nguyên op ChessGames.com
- (en)   Informatie over schaakpartijen van Phạm Lê Thảo Nguyên op 365chess.com
- (en)  FIDE-ratinggegevens voor Phạm Lê Thảo Nguyên